# Super I/O
Super I/O (англ. Super Input/output; дословно: супер <контроллер> ввода-вывода) — название класса сопроцессоров, которые начали использоваться после 1980-х годов на материнских платах IBM PC-совместимых компьютеров путём сочетания функций многих контроллеров, сперва одной платой, устанавливаемой в слот расширения, а затем и одной микросхемой полностью реализующей функционал контроллера, тем самым достигая уменьшения числа микросхем контроллеров, и таким образом привели к снижению сложности и стоимости компьютера в целом. Super I/O объединяет интерфейсы различных низкоскоростных устройств.
Фактически, на рынке материнских плат массового сегмента предоставлена продукция всего четырёх фирм: ITE Tech, Nuvoton, Microchip Technology и Fintek. Производители брендовой продукции (IBM, HP, Dell, FSC) как правило используют проприетарные разработки схемотехники материнских плат и не публикуют спецификаций применяемых контроллеров.
Как правило, включает в себя следующие функции:
- контроллер дисковода гибких дисков (floppy);
- контроллер параллельного порта (LPT-порт);
- контроллер последовательных (COM) портов, портов клавиатуры и мыши PS/2.

Super I/O также может включать в себя и другие интерфейсы, такие как игровой (MIDI или джойстик) или инфракрасный порты.
Изначально Super I/O связывались через шину ISA. Одновременно с развитием IBM PC-совместимых компьютеров происходило смещение Super I/O, сперва на шины VLB, затем стала использоваться шина PCI. Современные Super I/O используют шину Low Pin Count (LPC) (интерфейс которой предоставляет южный мост материнской платы) и часто реализованы в составе чипсета.

## Super I/O и схемы аппаратного мониторинга
| Наименование | Количество измеряемых напряжений | Количество датчиков температуры | Количество входов контроля вентиляторов | Количество выходов контроля вентиляторов |
| ------------ | -------------------------------- | ------------------------------- | --------------------------------------- | ---------------------------------------- |
| IT8705F      | 8/1                              | 3                               | 3                                       | 3                                        |
| IT8712F      | 8/1                              | 3                               | 3                                       | 3                                        |
| W83627HF     | 7/2                              | 3                               | 3                                       | 2                                        |
| W83637HF     | 5/2                              | 3                               | 3                                       | 3                                        |
| W83697HF     | 6/2                              | 2                               | 2                                       | 2                                        |
| VT82C686x    | 5/1                              | 2/1                             | 2                                       | Нет                                      |
| LPC47M15x    | 8                                | 2                               | 2                                       | 2                                        |
| LPC47M192    | 8                                | 2                               | 2                                       | 2                                        |

Схемотехника материнской платы предполагает наличие цепей измерения, которые производятся с помощью аналогово-цифровых преобразователей, преобразующих измеряемый параметр в цифровые значения, после чего они могут быть переданы в другое вычислительное устройство на плате для дальнейшей обработки. Измерения, производимые на материнской плате, в основном касаются трёх групп параметров: обороты вентиляторов, температура и напряжения.
Скорость вращения вентиляторов, применяемых для охлаждения блоков и отдельных частей материнской платы, обычно контролируется при помощи тахометров, встроенных в вентилятор — обычно для этого используется датчик Холла. Такой вентилятор отличается дополнительными (кроме двух питания) проводами, одним (устанавливаемый в корпус, блок питания, на охлаждение радиаторов микросхем чипсепа материнской платы/видеокарты) или двумя (процессорный).
Для мониторинга температуры используется три типа датчиков: терморезисторы, транзисторы (например, 2N3904) и датчики интегрированные в процессор.
Логически аппаратный мониторинг выглядит как набор регистров, значение которых изменяется при изменении состояния на входах.

## Super I/O производства Intel
Примером современного Super I/O может служить микросхема Intel 631xESB/632xESB, обеспечивающая следующие функции:
1. Обеспечивает реализацию интерфейса ESI (англ. Enterprise South Bridge Interface, ESI) и порта PCI Express, обеспечивающим 8-кратный поток передачи к Memory Controller Hub (MCH)
2. Обеспечивает совместимость с версией 1.0a спецификации шины PCI Express
3. Обеспечивает совместимость с приложением к протоколу спецификации версии 2.0a шины PCI и приложению по электрической и механической спецификации шины PCI
4. Обеспечивает совместимость с версией 2.3 спецификации шины PCI в части поддержки работы на частоте 33 МГц (поддержка до семи пар Req/Gnt)
5. Обеспечивает логическую поддержку режимов потребления питания ACPI
6. Обеспечивает реализацию контроллера Enhanced DMA, контроллера прерываний и функции часов реального времени
7. Содержит интегрированный контроллер SATA с независимыми DMA-операциями на шести портах и поддержку AHCI
8. Содержит интегрированный контроллер IDE, обеспечивающий работу режимов Ultra ATA100/66/33
9. Содержит интегрированный контроллер интерфейса USB с поддержкой восьми портов; содержит четыре интегрированных контроллера UHCI; одержит один интегрированный высокоскоростной EHCI-контроллер, обеспечивающий работу в режиме USB 2.0
10. Содержит сдвоенный гигабитный MAC обеспечивающий работу в соответствии со спецификациями IEEE 802.3 с поддержкой интерфейса SerDes[3]/Kumeran для двух PHY-компонентов
11. Обеспечивает работу PICMG-совместимого гигабитного Ethernet
12. Содержит интегрированный контроллер платы с базовой прошивкой ПЗУ, обеспечивающий расширяемость через внешнюю флеш-память и ОЗУ
13. Обеспечивает совместимость с версией 2.0 SMBus с дополнительной поддержкой I2C-устройств
14. Содержит интегрированный аудиоинтерфейс (AC’97 и Intel High Definition Audio), а также спецификацию модема AC’97
15. Имеет интерфейс LPC
16. Обеспечивает поддержку интерфейса Firmware Hub (FWH)
17. Обеспечивает дополнительные функции, например: управляет процессами во время перезагрузки и если во время первоначального старта центральным процессором не начинается выполнение инструкций, перезапускает компьютер; или переводит компьютер в режим останова в случае срабатывания защиты при открытии корпуса системного блока

## Super I/O производства Integrated Technology Express Inc (ITE)
Известны следующие ИМС <контроллеров Super I/O> производства Integrated Technology Express Inc:
- IT8700F[4]
- IT8702F[5]
- IT8705F/IT8705AF[6]
- IT8706R[7]
- IT8711F[8]
- IT8712F[9]
- IT8871[10]

### IT8705F/AF
В качестве примера типового контроллера рассмотрим IT8705F/AF
IT8705 – высокоинтегрированный суперконтроллер ввода/вывода на основе интерфейса LPC (соответствует Спецификации интерфейса LPC 1.0 от 29 сентября 1997 года, публикуемой фирмой Intel).
IT8705F отвечает требованиям руководства «Microsoft PC98 & PC99 System Design Guide», сам контроллер является ACPI-совместимым устройством.
Также доступны средства ISO 7816-совместимого считывателя смарт-карт и согласно спецификации Personal Computer Smart Card (PC/SC) Working Group.
Контроллер обеспечивает функциональность на уровне наиболее часто используемых наследуемых функций обычного суперконтроллер ввода/вывода плюс инновации в контроле окружающей среды, такие как:
- функции аппаратного мониторинга и расширенного аппаратного мониторинга. Функции расширенного аппаратного мониторинга предоставлены тремя входами (используется 8-битное АЦП) с возможностью подключения в качестве источника аналогового сигнала (измерение температуры) внешних термисторов, температурного диода или транзистора подключенного в качестве диода (например, 2N3904).
- Регулирование скорости вращения вентилятора. Один контроллер скорости вращения вентилятора отвечает за управление скоростью вращения трёх вентиляторов используя три выходных контакта управляемых 128-шаговыми импульсами (используется широтно-импульсная модуляция) и контролирует входы от тахометров трех вентиляторов.
- Фирменная разработка ITE — «SmartGuardian» (направленная на уменьшения общего шума работающей системы и снижения потребляемой электроэнергии) которая представляет собой интеллектуальное включение/отключение вентилятора(ров) и управление скоростью его вращения. Кроме того, технология обслуживает соответствующую реакцию на обнаруженные состояния мониторинга состояния системы.
- Вариант исполнения IT8705AF дополнительно позволяет контролировать вскрытие корпуса (аппаратная система обнаружения вторжений).

Также контролер включает в себя:
- один высокопроизводительный КНГМД 2,88 МБ дискет (с сепаратором цифровых данных) поддерживающим два дисковода всего ряда стандартных ёмкостей дискет (360 кБ / 720 кБ / 1,2 МБ / 1,44 МБ / 2,88 МБ);
- один многорежимный высокопроизводительный параллельный порт IEEE 1284, который работает как двунаправленный стандартный параллельный порт (SPP), улучшенный параллельный порт (Enhanced Parallel Port, EPP) версий 1.7 и 1.9, или порт с расширенными возможностями (ECP);
- два, совместимых со стандартными 16C550, расширенных УАПП — для осуществления асинхронной связи; также осуществляется поддержка SIR и одного ИК-пульта дистанционного управления (пульт от телевизора);
- один MIDI порт работающий в  режим совместимом с MPU-401 UART; один игровой порт со встроенным счетверённым таймером 558 и буферными микросхемами для поддержки прямого подключения двух джойстиков; шесть портов (44 выводов GPIO);
- осуществляется организация интерфейса с флэш-ПЗУ объёмом до восьми МБ (сигналами шины адреса FA [0:19], шины данных FD [0:7]); существует поддержка трёх управляющих сигналов — FCS#, FWE# и FRD#;
- осуществляется управление свечением и „миганием“ светодиода, индицирующим режим энергосбережения компьютера (англ. Power LED Blinking Control);
- управляет звуковой сигнализацией при сбое или отказе компьютера.

Контроллер требует одного входа тактового генератора с частотой 48/24 МГц и работает от одного источника питания +5 В. Выпускается в пластиковом 128-выводном корпусе типа PQFP.

#### Контроллер окружающей среды
Контроллер также имеет девять интегрированных логических устройств, благодаря чему представляет собой контроллер окружающей среды  (англ. Environment Controller, EC) (не путать с Embedded controller и Expansion card). Каждое из девяти логических устройств может быть индивидуально включено или отключено с помощью регистров конфигурации программного обеспечения. Контроллер использует энергоэффективную схему для снижения энергопотребления. После того, как логическое устройство отключено, его цепи входов блокируются, выходы переключаются в третье состояние (высокоимпедансное состояние, Z-состояние) и отключаются от тактового генератора.
Контроллер окружающей среды контролирует температуру, восемь напряжений питания (включая напряжение батареи VBAT для питания CMOS-памяти содержащего данные конфигурирования BIOS и RTC) и скорость вращения вентилятора.
Контроллер окружающей среды, встроенный в IT8705F, включает в себя восемь входов для контроля напряжения питания, три входа для датчиков температуры, три входа для тахометров вентиляторов, управляя тремя вентиляторами, и три набора улучшенных контроллеров вентиляторов.
IT8705F содержит 8-битный АЦП, ответственный за контроль напряжения и температуры. АЦП преобразует аналоговые сигнала на входе, начиная от 0 В и до 4,096 В, в 8-битные цифровые байты. Благодаря наличию дополнительных внешних компонентов аналоговые входы могут контролировать разные диапазоны, в дополнение к фиксированному входному диапазону от 0 В до 4,096 В. Входы датчиков температуры могут быть преобразованы в 8-разрядные цифровые байты и контролировать температуру с термисторов или термодиода. Встроенная ПЗУ обеспечивает регулировку нелинейных характеристики термисторов.
Входы тахометра вентилятора являются цифровыми входами с диапазоном от 0 до 5 В и используются при измерениях периодов импульсов с тахометра вентилятора. FAN_TAC1 и FAN_TAC2 оснащены программируемыми делителем и могут быть использованы для измерения различных диапазонов скорости вращения вентилятора. FAN_TAC3 снабжен фиксированным делителем и может быть использован только в диапазоне по умолчанию.

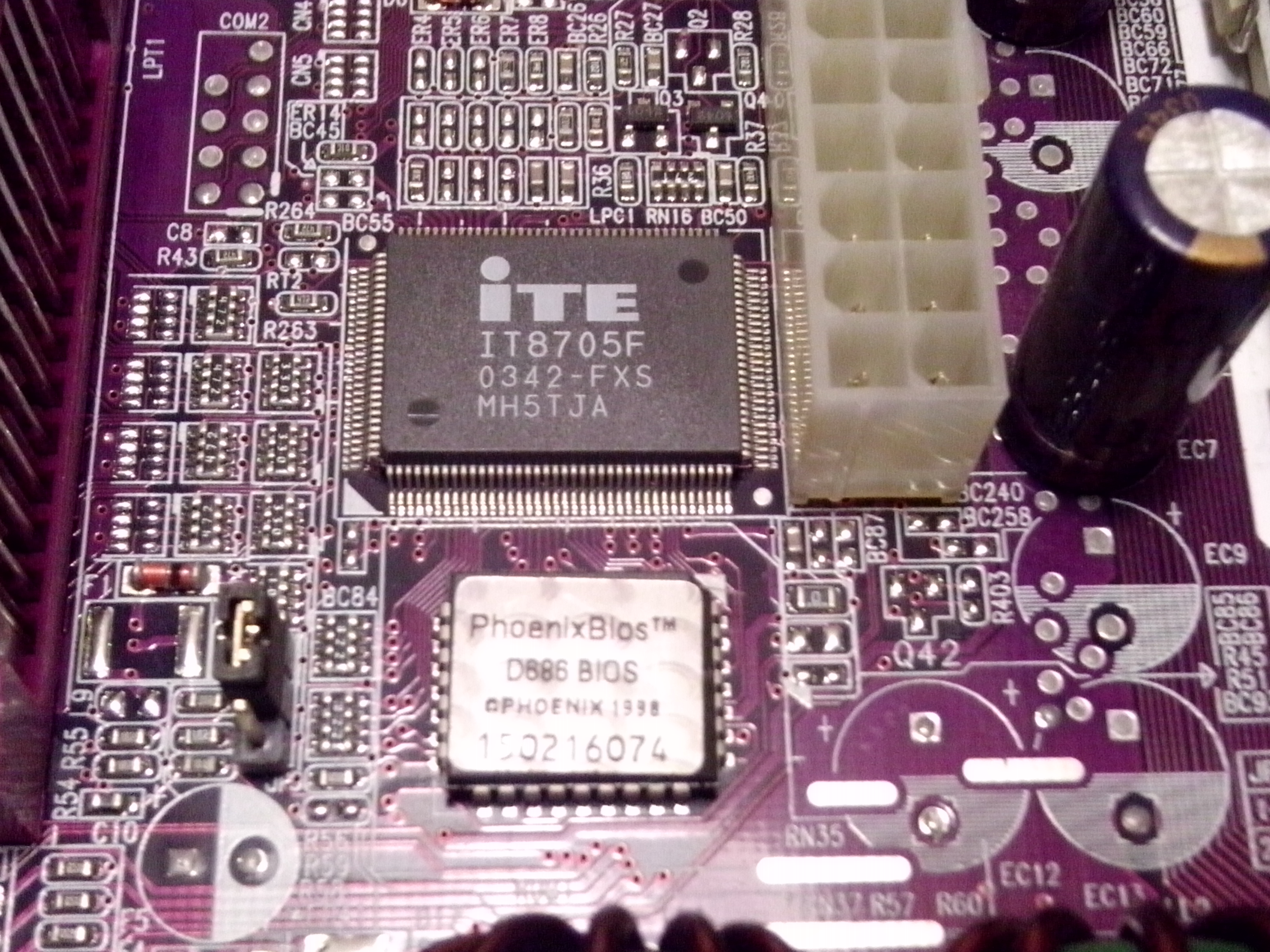
Микросхемы Super I/O контроллер ITE IT8705F и BIOS на материнской плате ECS L7VMM2 REV1.1

#### Назначение выводов и сигналы контроллера
| Pin | Signal           | Pin | Signal               | Pin | Signal                | Pin | Signal    |
| --- | ---------------- | --- | -------------------- | --- | --------------------- | --- | --------- |
| 1   | DTR2#/JP4        | 33  | FA17/GP51            | 65  | HDSEL#                | 97  | VIN1      |
| 2   | RTS2#/JP6        | 34  | FRD#/GP52            | 66  | WGATE#                | 98  | VIN0      |
| 3   | DSR2#            | 35  | VCC                  | 67  | GNDD                  | 99  | VCC       |
| 4   | VCC              | 36  | LDRQ#                | 68  | RDATA#                | 100 | SLCT      |
| 5   | SOUT2            | 37  | SERIRQ               | 69  | TRK0#                 | 101 | PE        |
| 6   | SIN2             | 38  | LAD0                 | 70  | INDEX#                | 102 | BUSY      |
| 7   | FD0/GP10         | 39  | LAD1                 | 71  | WPT#                  | 103 | ACK#      |
| 8   | FD1/GP11         | 40  | LAD2                 | 72  | DSKCHG#               | 104 | SLIN#     |
| 9   | FD2/GP12         | 41  | LAD3                 | 73  | FAN_TAC1/GP55         | 105 | INIT#     |
| 10  | FD3/GP13         | 42  | PCICLK               | 74  | FAN_TAC2/GP56         | 106 | ERR#      |
| 11  | FD4/IRQIN0/GP14  | 43  | GNDD                 | 75  | FAN_TAC3/FA18/GP57    | 107 | AFD#      |
| 12  | FD5/IRQIN1/GP15  | 44  | CLKIN                | 76  | VBAT                  | 108 | STB#      |
| 13  | FD6/IRQIN2/GP16  | 45  | LRESET#              | 77  | VCCH                  | 109 | PD0       |
| 14  | FD7/IRQIN3/GP17  | 46  | LFRAME#              | 78  | FAN_CTL1/GP60         | 110 | PD1       |
| 15  | GNDD             | 47  | FCS#/SCIO/GP53       | 79  | FAN_CTL2/GP61         | 111 | PD2       |
| 16  | FA0/VID_I0/GP20  | 48  | FWE#/GP54            | 80  | FAN_CTL3/GP62/SCPFET# | 112 | PD3       |
| 17  | FA1/VID_I1/GP21  | 49  | JSACX/GP40/FAN_TAC1S | 81  | PME#/GP63/SCPRES#     | 113 | PD4       |
| 18  | FA2/VID_I2/GP22  | 50  | JSACY/GP41/FAN_TAC2S | 82  | IRTX/MIDI_OUT/GP64    | 114 | PD5       |
| 19  | FA3/VID_I3/GP23  | 51  | JSAB1/GP42/FAN_TAC3S | 83  | IRRX/MIDI_IN/GP65     | 115 | PD6       |
| 20  | FA4/VID_I4/GP24  | 52  | JSAB2/GP43/FAN_CTL3S | 84  | CIRTX/GP66            | 116 | PD7       |
| 21  | FA5/VID_O0/GP25  | 53  | JSBCX/GP44           | 85  | CIRRX/GP67            | 117 | GNDD      |
| 22  | FA6/VID_O1/GP26  | 54  | JSBCY/GP45           | 86  | GNDA                  | 118 | DCD1#     |
| 23  | FA7/VID_O2/GP27  | 55  | JSBB1/GP46/FAN_CTL1S | 87  | TMPIN3/COPEN#         | 119 | RI1#      |
| 24  | FA8/VID_O3/GP30  | 56  | JSBB2/GP47/FAN_CTL2S | 88  | TMPIN2                | 120 | CTS1#     |
| 25  | FA9/VID_O4/GP31  | 57  | DENSEL#              | 89  | TMPIN1                | 121 | DTR1#/JP1 |
| 26  | FA10/VID_O5/GP32 | 58  | MTRA#                | 90  | VREF                  | 122 | RTS1#/JP2 |
| 27  | FA11/VID_I5/GP33 | 59  | MTRB#/SCRST          | 91  | VIN7/TMPIN3           | 123 | DSR1#     |
| 28  | FA12/GP34        | 60  | DRVA#                | 92  | VIN6                  | 124 | SOUT1/JP3 |
| 29  | FA13/GP35        | 61  | DRVB#/SCCLK/FA19     | 93  | VIN5                  | 125 | SIN1      |
| 30  | FA14/GP36        | 62  | WDATA#               | 94  | VIN4                  | 126 | DCD2#     |
| 31  | FA15/GP37        | 63  | DIR#                 | 95  | VIN3                  | 127 | RI2#      |
| 32  | FA16/GP50        | 64  | STEP#                | 96  | VIN2                  | 128 | CTS2#     |

| Сигналы группы Питание                                                               |                      |                |         |                                                      |
| № вывода                                                                             | Наименование сигнала | Атрибут группы | Питание | Описание                                             |
| 4, 35, 99                                                                            | VCC                  | PWR            |         | +5V питания (англ. Power Supply)                     |
| 76                                                                                   | VBAT                 | PWR            |         | +3.3 В батареи                                       |
| 77                                                                                   | VCCH                 | PWR            |         | +5 V VCC вспомогательное питание англ. Help Supply). |
| 15, 43, 67, 117                                                                      | GNDD                 | GND            |         | Земля цифровых сигналов                              |
| 86                                                                                   | GNDA                 | GND            |         | Земля аналоговых сигналов                            |
| Сигналы группы Интерфейс шины LPC                                                    |                      |                |         |                                                      |
| № вывода                                                                             | Наименование сигнала | Атрибут группы | Питание | Описание                                             |
|                                                                                      |                      |                |         |                                                      |
| Сигналы группы Сигналы аппаратного мониторинга                                       |                      |                |         |                                                      |
| № вывода                                                                             | Наименование сигнала | Атрибут группы | Питание | Описание                                             |
|                                                                                      |                      |                |         |                                                      |
| Сигналы группы Сигналы управления вентиляторами                                      |                      |                |         |                                                      |
| № вывода                                                                             | Наименование сигнала | Атрибут группы | Питание | Описание                                             |
|                                                                                      |                      |                |         |                                                      |
| Сигналы группы Сигналы ИК порта                                                      |                      |                |         |                                                      |
| № вывода                                                                             | Наименование сигнала | Атрибут группы | Питание | Описание                                             |
|                                                                                      |                      |                |         |                                                      |
| Сигналы группы Сигналы игрового порта                                                |                      |                |         |                                                      |
| № вывода                                                                             | Наименование сигнала | Атрибут группы | Питание | Описание                                             |
|                                                                                      |                      |                |         |                                                      |
| Сигналы группы Сигналы первого последовательного коммуникационного порта             |                      |                |         |                                                      |
| № вывода                                                                             | Наименование сигнала | Атрибут группы | Питание | Описание                                             |
|                                                                                      |                      |                |         |                                                      |
| Сигналы группы Сигналы второго последовательного коммуникационного порта             |                      |                |         |                                                      |
| № вывода                                                                             | Наименование сигнала | Атрибут группы | Питание | Описание                                             |
|                                                                                      |                      |                |         |                                                      |
| Сигналы группы Сигналы параллельного коммуникационного порта                         |                      |                |         |                                                      |
| № вывода                                                                             | Наименование сигнала | Атрибут группы | Питание | Описание                                             |
|                                                                                      |                      |                |         |                                                      |
| Сигналы группы Сигналы КНГМД                                                         |                      |                |         |                                                      |
| № вывода                                                                             | Наименование сигнала | Атрибут группы | Питание | Описание                                             |
|                                                                                      |                      |                |         |                                                      |
| Сигналы группы Сигналы интерфейса флеш-ПЗУ                                           |                      |                |         |                                                      |
| № вывода                                                                             | Наименование сигнала | Атрибут группы | Питание | Описание                                             |
|                                                                                      |                      |                |         |                                                      |
| Сигналы группы Прочие сигналы                                                        |                      |                |         |                                                      |
| № вывода                                                                             | Наименование сигнала | Атрибут группы | Питание | Описание                                             |
| 44                                                                                   | CLKIN                | DI             | VCC     | Вход тактовой частоты, 24 или 48 МГц                 |
| Сигналы первой группы Ввод/вывод общего назначения (англ. General Purpose I/O, GPIO) |                      |                |         |                                                      |
| № вывода                                                                             | Наименование сигнала | Атрибут группы | Питание | Описание                                             |
|                                                                                      |                      |                |         |                                                      |
| Сигналы второй группы Ввод/вывод общего назначения                                   |                      |                |         |                                                      |
| № вывода                                                                             | Наименование сигнала | Атрибут группы | Питание | Описание                                             |
|                                                                                      |                      |                |         |                                                      |
| Сигналы третьей группы Ввод/вывод общего назначения                                  |                      |                |         |                                                      |
| № вывода                                                                             | Наименование сигнала | Атрибут группы | Питание | Описание                                             |
|                                                                                      |                      |                |         |                                                      |
| Сигналы четвёртой группы Ввод/вывод общего назначения                                |                      |                |         |                                                      |
| № вывода                                                                             | Наименование сигнала | Атрибут группы | Питание | Описание                                             |
|                                                                                      |                      |                |         |                                                      |
| Сигналы пятой группы Ввод/вывод общего назначения                                    |                      |                |         |                                                      |
| № вывода                                                                             | Наименование сигнала | Атрибут группы | Питание | Описание                                             |
|                                                                                      |                      |                |         |                                                      |
| Сигналы шестой группы Ввод/вывод общего назначения                                   |                      |                |         |                                                      |
| № вывода                                                                             | Наименование сигнала | Атрибут группы | Питание | Описание                                             |
|                                                                                      |                      |                |         |                                                      |
| Примечания 1. 2.                                                                     |                      |                |         |                                                      |

| № вывода | Наименование сигнала | Рекомендуемое назначение                         |
| -------- | -------------------- | ------------------------------------------------ |
| 98       | VIN0                 | 2 вольта для сигнала ЦП VCORE1.                  |
| 97       | VIN1                 | 2 вольта для сигнала ЦП VCORE2.                  |
| 96       | VIN2                 | 3,3 вольта для компьютера.                       |
| 95       | VIN3                 | 5 вольт для компьютера.                          |
| 94       | VIN4                 | +12 вольт для компьютера.                        |
| 93       | VIN5                 | -12 вольт для компьютера.                        |
| 92       | VIN6                 | -5 вольт для компьютера.                         |
| 91       | VIN7                 | 5 вольт для питания в дежурном (Suspend) режиме. |

#### Программирование контроллера
Контроллер окружающей среды в IT8705F предоставляет программистам несколько внутренних регистров и генератор прерываний для контроля окружающей среды и управления вентиляторами.
Доступ программиста к контроллеру окружающей среды осуществляется по адресам двух регистров:
1. Регистр адреса, адрес: Базовый адрес+05h
2. Регистр данных, адрес: Базовый адрес+06h

Базовый адрес определяется конфигурационным регистром логического устройства контроллера окружающей среды — LDN = 04h, индекс регистров = 60h, 61h.
Конфигурационные регистры
| Логическое устройство                               | Адрес | Примечание                                                                                                   |
| --------------------------------------------------- | --- | --- |
| LDN=0 КНГМД                                         | Базовый адрес + (2 - 5) и + 7 | |
| LDN=1 Первый последовательный коммуникационный порт | Базовый адрес + (0 -7) | |
| LDN=2 Второй последовательный коммуникационный порт | Базовый адрес1 + (0 -7) | |
| LDN=3 Параллельный порт                             | Base1 + (0 -3) Базовый адрес1 + (0 -7) Базовый адрес1 + (0 -3) и Базовый адрес2 + (0 -3) Базовый адрес1 + (0 -7) и Базовый адрес2 + (0 -3) Базовый адрес3 | SPP SPP+EPP SPP+ECP SPP+EPP+ECP POST Data Port                                                               |
| LDN=4 Контроллер окружающей среды                   | Базовый адрес1 + (0 -7) Базовый адрес2 + (0 -3) | Контроллер окружающей среды Сигнал события управления энергопотреблением(англ. Power Management Event, PME#) |
| LDN=5 Ввод/вывод общего назначения                  | | |
| LDN=6 Игровой порт                                  | Базовый адрес + (0 -1) | |
| LDN=7 ИК порт                                       | Базовый адрес + (0 -7) | |
| LDN=8 MIDI порт                                     | Базовый адрес + (0 -1) | |

Глобальный конфигурационный регистр

## Super I/O производства Winbond Electronic Corp.

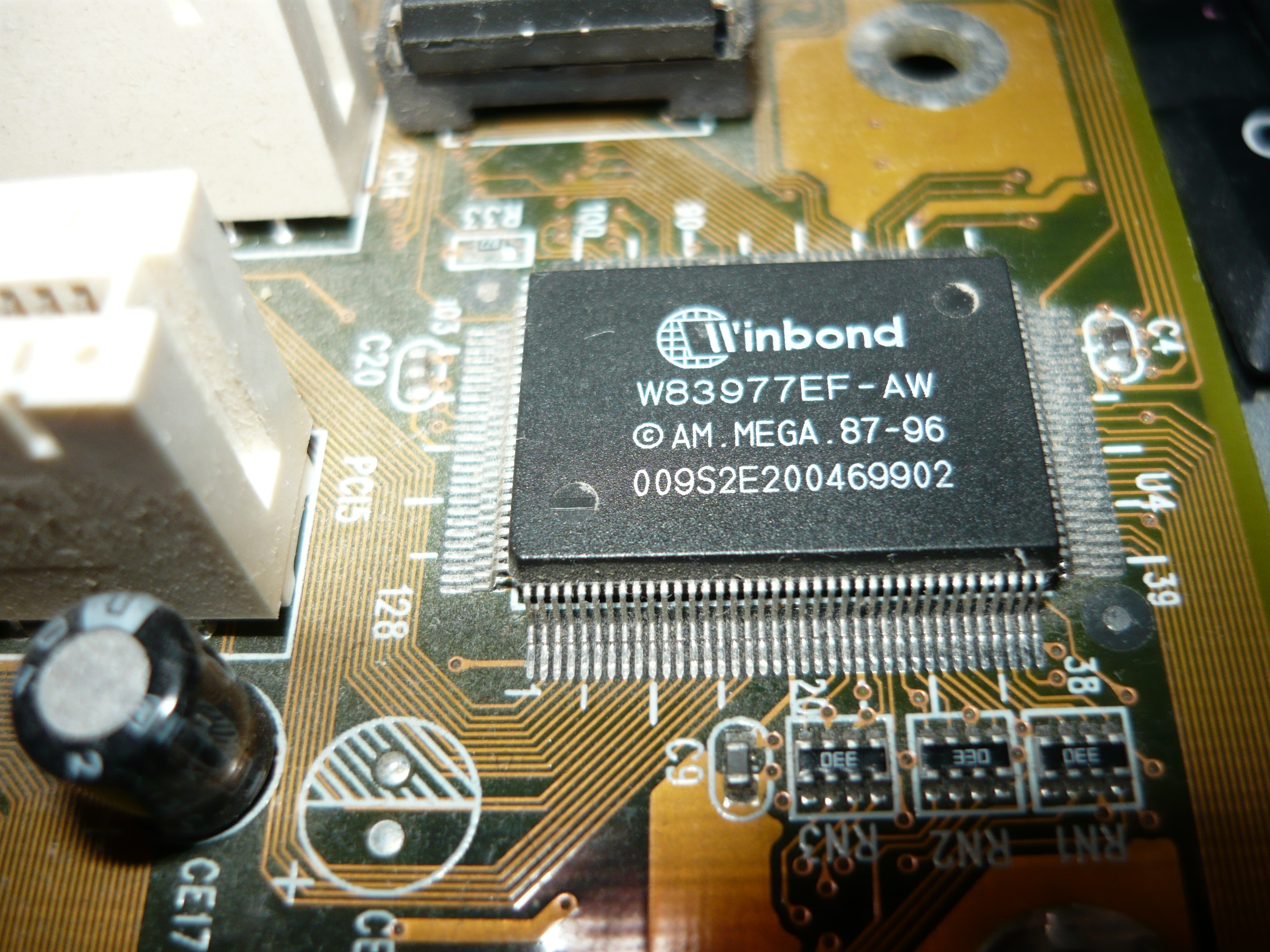
Super I/O контроллер Winbond W83977EF, установленный на материнской плате

## Super I/O производства Standard Microsystems Corporation (SMSC)

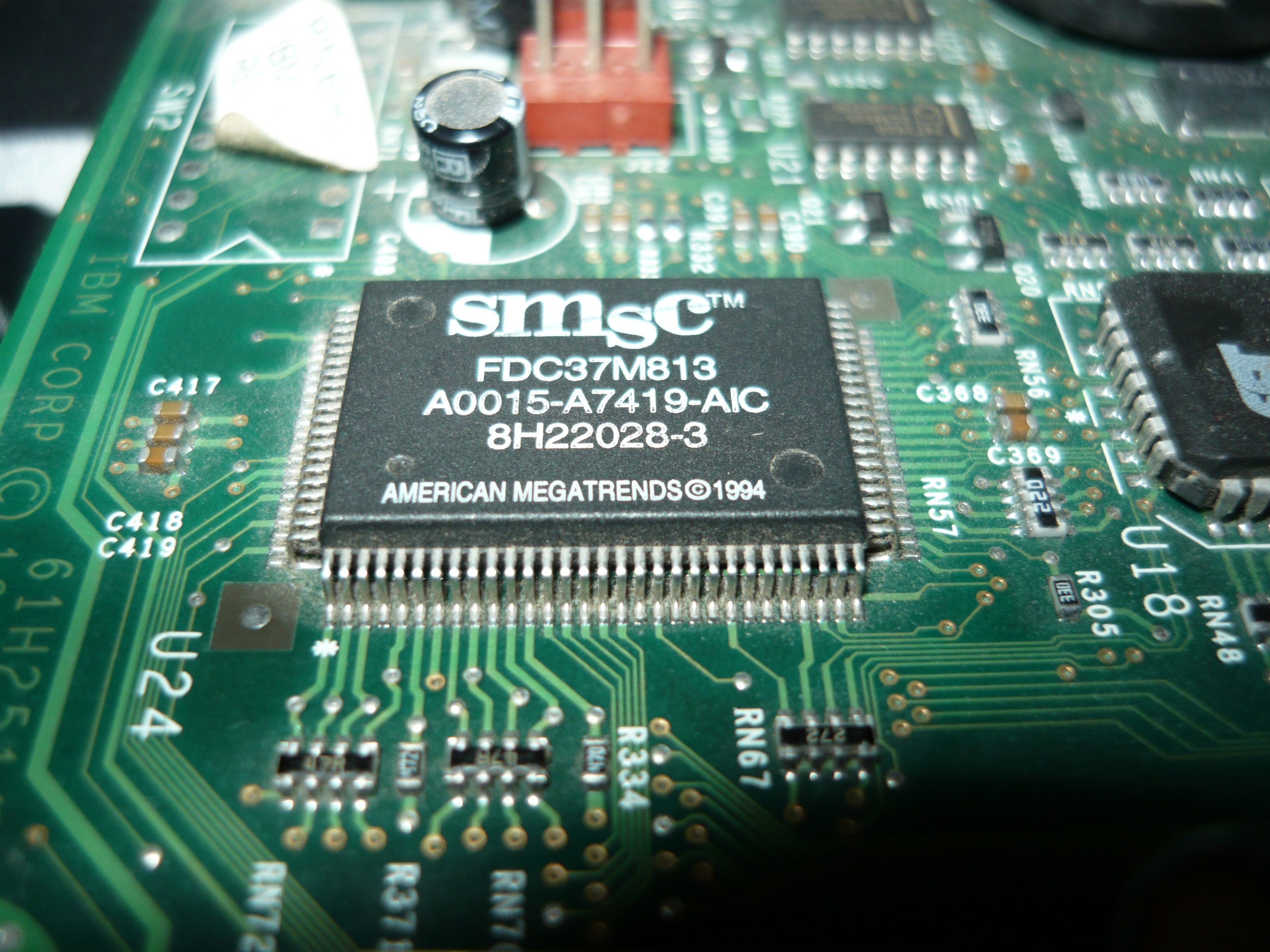
Super I/O контроллер SMSC, установленный на материнской плате IBM

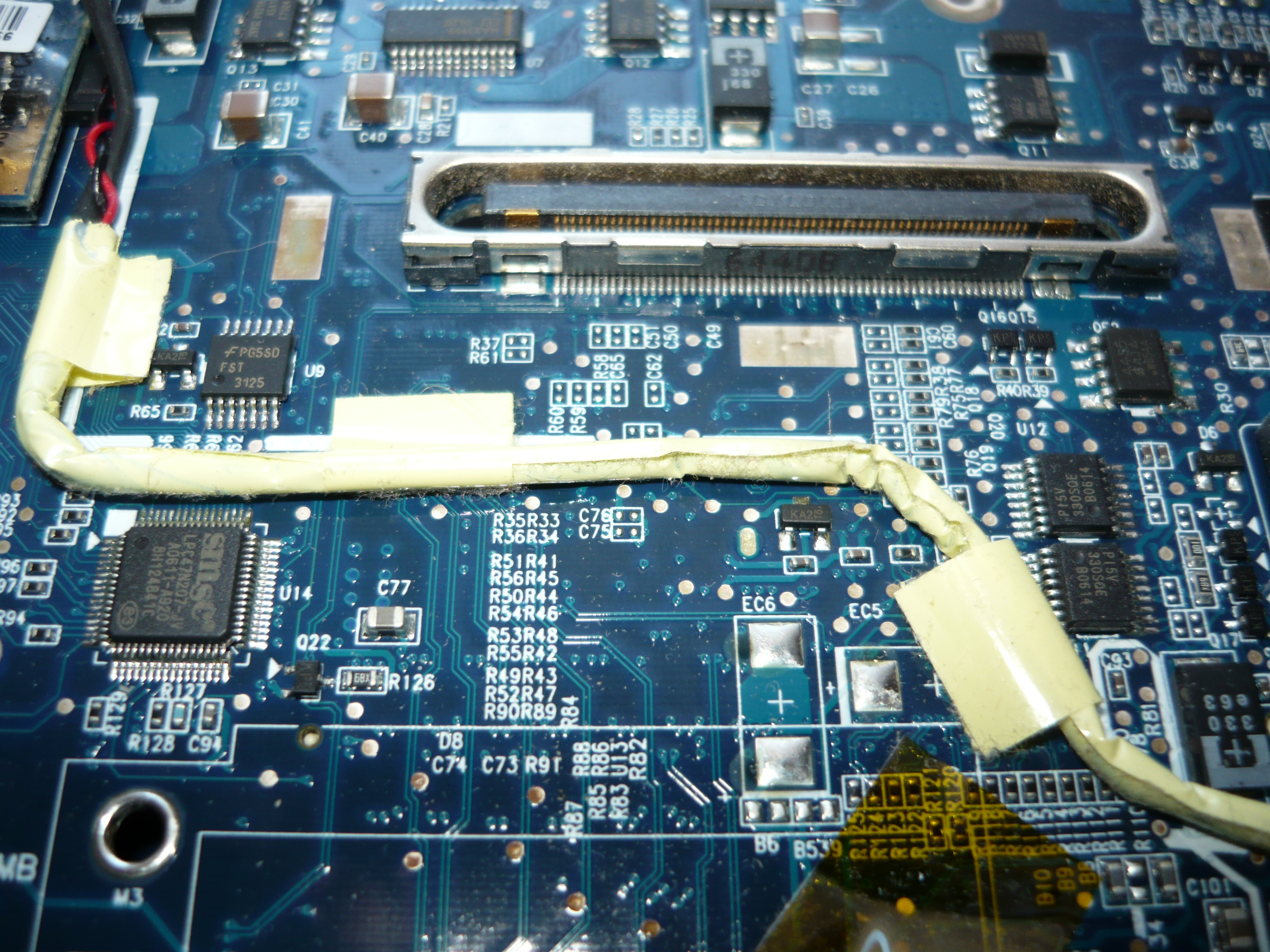
Super I/O контроллер SMSC, установленный на материнской плате ноутбука Samsung